# 368-й истребительный авиационный полк
368-й истребительный авиационный Берлинский ордена Александра Невского полк (368-й иап) — воинская часть Военно-воздушных сил (ВВС) Вооружённых Сил РККА, принимавшая участие в боевых действиях Великой Отечественной войны и Советско-японской войны.

## Наименования полка
За весь период своего существования полк шесть раз менял своё наименование:
- 395-й смешанный авиационный полк;
- 368-й истребительный авиационный полк;
- 368-й истребительный авиационный ордена Александра Невского полк;
- 368-й истребительный авиационный Берлинский ордена Александра Невского полк;
- 368-й истребительный авиационный ордена Берлинский Александра Невского полк ПВО;
- Войсковая часть (Полевая почта) 40518.

## История полка
Полк начал формироваться в ноябре 1942 года в Уральском военном округе на аэродроме города Свердловск как безномерной смешанный авиационный полк по штату 015/256, в котором 1-я истребительная эскадрилья на самолётах Як-7б, 2-я легкобомбардировочная и связная авиаэскадрилья — на бипланах У-2. Окончив формирование 14 марта 1943 года полк получил наименование 395-й смешанный авиационный полк и включён в состав 70-й армии.
Перелетев на Центральный фронт полк в составе ВВС 70-й армии вступил в боевые действия против фашистской Германии и её союзников на самолётах Як-7б (имел в боевом составе 14 машин) и У-2. 23 марта 1944 года полк передал истребители Як-7б в ПВО Курска и в 480-ю отдельную корректировочную авиационную эскадрилью 2-й воздушной армии, У-2 — в авиацию пограничных войск. Штаб полка и личный состав истребительной эскадрильи убыли в Московский военный округ на аэродром Чкаловская на переформирование, где 2 апреля 1944 года приступил к укомплектованию по штату 015/364 (истребительного полка) и получил наименование 368-й истребительный авиационный полк. По окончании укомплектования 31 мая 1944 года направлен в 13-й запасной истребительный авиаполк Приволжского военного округа (Кузнецк Пензенской области). После переучивания 20 сентября 1944 года полк получил на вооружение самолёты Як-9Ю.
В октябре 1944 года полк поступил в распоряжение Резерва Ставки ВГК, а в ноябре 1944 года перебазировался на аэродром Шяуляй в распоряжение Командующего 1-м Прибалтийским фронтом. К боевой работе полк приступил 11 декабря 1944 года в составе 334-й бомбардировочной авиационной дивизии (как полк сопровождения) 3-й воздушной армии 1-го Прибалтийского фронта на самолётах Як-9Ю. 24 февраля 1945 года по расформировании 1-го Прибалтийского фронта вместе с 334-й бомбардировочной авиационной дивизией включён в состав 6-го бомбардировочного авиационного корпуса и вошёл в 3-ю воздушную армию Земландской группы войск 3-го Белорусского фронта. В составе 334-й бомбардировочной авиационной дивизии 6-го бомбардировочного авиационного корпуса полк 10 апреля 1945 года передан на усиление в 16-ю воздушную армию 1-го Белорусского фронта для участия в Берлинской операции. 9 мая 1945 года полк исключён из действующей армии.
В связи с подготовкой к войне с Японией 24 июня 1945 года полк в составе 334-й бомбардировочной авиационной дивизии 6-го бомбардировочного авиационного корпуса начал перебазирование в 12-ю воздушную армию Забайкальского фронта. 5 июля 1945 года в Туле сдал старые Як-9Ю и получил новые 44 Як-9Ю. В составе 334-й бомбардировочной авиационной дивизии 6-го бомбардировочного авиационного корпуса 12-й воздушной армии Забайкальского фронта принимал участие в Советско-японской войне на самолётах Як-9Ю. Фактически полк в боевых действиях участвовал в конце войны, так как только 29 августа 1945 года в составе 20 самолётов Як-9Ю перелетел с аэродрома Домна (Читинская область) на аэродром Хайлар-Южный, когда все бои на территории Китая закончились.

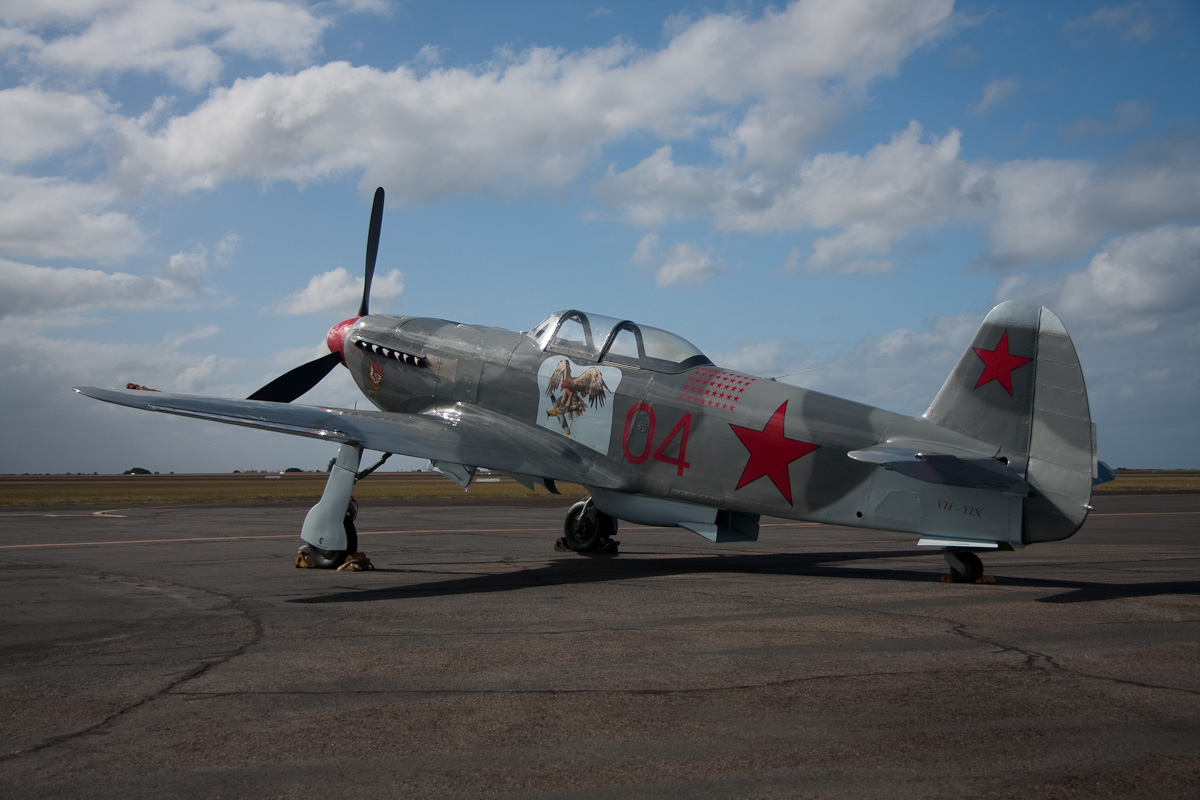
Самолет Як-9Ю был на вооружении полка в качестве истребителя прикрытия самолетов Ту-2С 334-й бомбардировочной авиадивизии с декабря 1944 года. Этот самолет позволял по своим характеристикам длительное время сопровождать Ту-2С.

Всего во время Великой Отечественной войны полк находился в составе действующей армии:
- с 15 февраля 1943 года по 31 августа 1943 года;
- с 25 февраля 1944 года по 23 марта 1944 года;
- с 11 декабря 1944 года по 9 мая 1945 года;
- с 9 августа 1945 года по 3 сентября 1945 года.

### Участие в операциях и битвах
- Курская битва — с 5 июля 1943 года по 23 августа 1943 года.
- Блокада и ликвидация Курляндской группировки — с 8 октября 1944 года по 9 мая 1945 года.
- Кёнигсбергская операция — с 6 апреля 1945 года по 9 апреля 1945 года.
- Берлинская операция — с 16 апреля 1945 года по 8 мая 1945 года.
- Хингано-Мукденская операция — с 29 августа 1945 года по 2 сентября 1945 года.

### Послевоенная история полка
После окончания войны с Японией 15 сентября 1945 года перебазировался на аэродром Хаттой (Южный Сахалин), а 15 ноября 1946 года вышел из подчинения 334-й бомбардировочной авиационной дивизии вошёл в непосредственное подчинение 6-го бомбардировочного авиационного корпуса 3-й воздушной армии дальней авиации. Самолёты Як-9Ю полк 29 августа 1949 года заменил на Ла-11. Вместе с 74-м бомбардировочным авиационным корпусом (бывшим 6-м бомбардировочным авиационным корпусом) 8 мая 1951 года передан из дальней авиации в состав 29-й воздушной армии. В 1953 году полк перевооружён на реактивные истребители МиГ-15бис, а в 1955 году вошёл в состав 146-й истребительной авиационной дивизии 29-й воздушной армии. В связи с реформированием системы ПВО в 1957 году полк вместе со 146-й истребительной авиационной дивизией передан в Сахалинский корпус ПВО Отдельной Дальневосточной армии ПВО. В 1958 году 2-я эскадрилья полка перевооружена на перехватчики Як-25М.
В связи со значительным сокращением Вооружённых сил СССР 368-й истребительный авиационный ордена Берлинский Александра Невского полк ПВО 23 июля 1960 года был расформирован в посёлке Возвращение Поронайского района Сахалинской области.

### Инциденты
Лётчиками полка 7 октября 1952 года сбит американский самолёт-нарушитель B-29 в районе Малой Курильской гряды.

## Командиры полка
- подполковник Петров Николай Николаевич[1], 12.1942 — 12.1943
- майор Жулин Александр Герасимович[1], 01.1944 — 10.1945

## Почётные наименования, награды и благодарности Верховного Главнокомандующего
- 368-му истребительному авиационному полку 11 июня 1945 года за отличие в боях при овладении столицей Германии городом Берлин присвоено почётное наименование «Берлинский»[7].
- 368-й истребительный авиационный полк 26 апреля 1945 года за образцовое выполнение боевых заданий командования в боях с немецкими захватчиками при овладении городом Хайлигенбайль и проявленные при этом доблесть и мужество Указом Президиума Верховного Совета СССР награждён орденом Александра Невского.

За проявленные образцы мужества и героизма Верховным Главнокомандующим лётчикам полка в составе 334-й бад объявлены благодарности:
- За прорыв обороны финнов на Карельском перешейке севернее города Ленинград и овладение городом и крупной железнодорожной станцией Териоки[8].
- За прорыв линии Маннергейма, преодоление сопротивления противника на внешнем и внутреннем обводах Выборгского укреплённого района и овладение штурмом городом и крепостью Выборг[9].
- За овладение городом Минск[10].
- За овладение городом Елгава (Митава) — основным узлом коммуникаций, связывающим Прибалтику с Восточной Пруссией[11].
- За прорыв глубоко эшелонированной обороны противника юго-восточнее города Рига, овладении важными опорными пунктами обороны немцев — Бауска, Иецава, Вецмуйжа и на реке Западная Двина — Яунелгава и Текава, а также занятии более 2000 других населенных пунктов[12];
- За отличие в боях при овладении городом Хайлигенбайль — последним опорным пунктом обороны немцев на побережье залива Фриш-Гаф, юго-западнее Кёнигсберга[13];
- За отличие в боях при разгроме и завершении ликвидации окруженной восточно-прусской группы немецких войск юго-западнее Кёнигсберга[14];
- За отличие в боях при овладении крепостью и главным городом Восточной Пруссии Кенигсберг — стратегически важным узлом обороны немцев на Балтийском море[15];
- За отличные боевые действия в боях с японцами на Дальнем Востоке[16].

## Лётчики-асы полка
| Фамилия, имя отчество    | Награды | Сбито самолётов (+ в группе) | Примечание                                                                   |
| ------------------------ | ------- | ---------------------------- | ---------------------------------------------------------------------------- |
| Камсюк, Степан Матвеевич |         | 10 + 0                       | Лётчик полка: нояб. 1944 — май 1945. Боевых вылетов: 135; воздушных боев: 43 |

## Итоги боевой деятельности полка
| За годы войны 1-й истребительной авиационной эскадрильей 395-го смешанного авиационного полка (23.03.1943 — 23.03.1944): - Совершено боевых вылетов — 849 - Проведено воздушных боев — 74 - Сбито самолётов противника — 16 | Результаты боевой работы 368-го иап (11.12.1944 — 09.04.1945): - Совершено боевых вылетов — 547 - Проведено воздушных боев — 23 - Сбито самолётов противника — 11 |

## Самолёты на вооружении
| Период                  | Тип       | Фото                    | Период               | Тип    | Фото   |
| ----------------------- | --------- | ----------------------- | -------------------- | ------ | ------ |
| 11.1942 — 23.03.1944    | У-2       | У-2                     | 11.1942 — 23.03.1944 | Як-7   | Як-7б  |
| 20.09.1944 — 29.08.1949 | Як-9Ю     | Як-9                    | 29.08.1949 — 1953    | Ла-11  | Ла-11  |
| 1953 — 1957             | МиГ-15бис | МиГ-15                  | 1957 — 1960          | МиГ-17 | МиГ-17 |
| 1958 — 1960             | Як-25М    | Як-25М в Музее в Монино |                      |        |        |